# Giuseppe Agostino
Giuseppe Agostino (Reggio Calabria, 25 novembre 1928 – Rende, 24 marzo 2014) è stato un arcivescovo cattolico italiano.

## Biografia

### Formazione e ministero sacerdotale
Dopo aver compiuto gli studi preparatori al sacerdozio, il 15 luglio 1951 viene ordinato sacerdote. Fu parroco della chiesa di Maria Santissima Immacolata di Villa San Giovanni per circa due decenni.

### Ministero episcopale
Il 21 dicembre 1973 viene eletto alla sede arcivescovile di Santa Severina e alle sedi vescovili di Crotone e di Cariati. Viene consacrato vescovo l'11 febbraio 1974. Rinuncia a Cariati il 4 aprile 1979.
Si adopera per accompagnare i primi passi del Movimento Apostolico insieme all'Arcivescovo di Catanzaro-Squillace monsignor Cantisani.
Celebra il sinodo.
Dopo aver frequentato gli uomini di loggia nell'ambito del dialogo fra Chiesa cattolica e Massoneria, nel 1996 vietò ai massoni di poter ricoprire il ruolo di padrini ai battesimi e alle cresime, al pari di mafiosi, criminali e usurai. La decisione fu confermata dalla Conferenza Episcopale Italiana e destò le ire dell'allora Gran Maestro Virgilio Gaito.
Il 27 maggio 1998 inaugura, alla presenza del cardinale Paul Poupard, il Museo diocesano d'arte sacra allestito per sua volontà nell'ex episcopio di Santa Severina.
Il 6 giugno 1998 viene promosso alla sede arcivescovile di Cosenza-Bisignano, che il 30 gennaio 2001 viene elevata a sede metropolitana.
Il 25 giugno 2001 riapre il processo di beatificazione dell'abate calabrese Gioacchino da Fiore, fondatore dell'Ordine Florense, mentre il 9 maggio 2002 introduce la causa di canonizzazione di Gaetano Mauro, fondatore dei Pii operai catechisti rurali.
Il 18 dicembre 2004 papa Giovanni Paolo II accoglie la sua rinuncia, presentata per raggiunti limiti di età; gli succede Salvatore Nunnari, fino ad allora arcivescovo di Sant'Angelo dei Lombardi-Conza-Nusco-Bisaccia. Rimane amministratore apostolico dell'arcidiocesi fino all'ingresso del successore, avvenuto il 26 febbraio 2005.
Muore il 24 marzo 2014 all'età di 85 anni nel seminario di Rende, dove viveva da quando aveva lasciato la guida dell'arcidiocesi di Cosenza-Bisignano. Le esequie si svolgono il giorno successivo nella cattedrale di Cosenza; il rito è officiato dall'arcivescovo di Cosenza-Bisignano Salvatore Nunnari. Riposa nel duomo di Crotone.

## Genealogia episcopale e successione apostolica
La genealogia episcopale è:
- Cardinale Scipione Rebiba
- Cardinale Giulio Antonio Santori
- Cardinale Girolamo Bernerio, O.P.
- Arcivescovo Galeazzo Sanvitale
- Cardinale Ludovico Ludovisi
- Cardinale Luigi Caetani
- Cardinale Ulderico Carpegna
- Cardinale Paluzzo Paluzzi Altieri degli Albertoni
- Papa Benedetto XIII
- Papa Benedetto XIV
- Papa Clemente XIII
- Cardinale Bernardino Giraud
- Cardinale Alessandro Mattei
- Cardinale Pietro Francesco Galleffi
- Cardinale Giacomo Filippo Fransoni
- Cardinale Carlo Sacconi
- Cardinale Edward Henry Howard
- Cardinale Mariano Rampolla del Tindaro
- Cardinale Gennaro Granito Pignatelli di Belmonte
- Cardinale Pietro Boetto, S.I.
- Cardinale Giuseppe Siri
- Arcivescovo Giovanni Ferro, C.R.S.
- Arcivescovo Giuseppe Agostino

La successione apostolica è:
- Arcivescovo Giancarlo Maria Bregantini, C.S.S.